# Esbjerg forenede Boldklubber 2012-2013
Questa voce raccoglie le informazioni riguardanti l'Esbjerg forenede Boldklubber nelle competizioni ufficiali della stagione 2012-2013.

## Stagione
L'Esbjerg chiuse il campionato al 4º posto, mentre si aggiudicò la vittoria finale nella Coppa di Danimarca 2012-2013, con conseguente qualificazione ai play-off dell'Europa League 2013-2014. I calciatori più utilizzati in stagione furono Martin Braithwaite e Lukáš Hrádecký, con 33 presenze ciascuno; Braithwaite fu anche il miglior marcatore, con le sue 9 reti.

## Maglie e sponsor
Lo sponsor tecnico per la stagione 2012-2013 fu Nike, mentre lo sponsor ufficiale fu Det Faglige Hus. La divisa casalinga era composta da una maglietta a strisce blu e bianche, con pantaloncini blu e calzettoni bianchi. Quella da trasferta era invece costituita da una maglietta a strisce viola e bianche, con pantaloncini e calzettoni viola.
| Casa | Trasferta |

## Rosa
| N. |                      | Ruolo | Calciatore           |
| -- | -------------------- | ----- | -------------------- |
| 1  | Finlandia (bandiera) | P     | Lukáš Hrádecký       |
| 2  | Danimarca (bandiera) | D     | Kian Hansen          |
| 3  | Danimarca (bandiera) | D     | Peter Ankersen       |
| 4  | Germania (bandiera)  | D     | Davidson Drobo-Ampem |
| 5  | Danimarca (bandiera) | C     | Martin Bergvold      |
| 6  | Norvegia (bandiera)  | C     | Magnus Lekven        |
| 7  | Danimarca (bandiera) | C     | Steffen Ernemann     |
| 8  | Danimarca (bandiera) | A     | Kenneth Fabricius    |
| 9  | Islanda (bandiera)   | A     | Arnór Smárason       |
| 10 | Danimarca (bandiera) | A     | Emil Lyng            |
| 10 | Gambia (bandiera)    | A     | Njogu Demba-Nyrén    |
| 11 | Danimarca (bandiera) | A     | Mikkel Agger         |
| 12 | Danimarca (bandiera) | C     | Sebastian Andersen   |
| 14 | Danimarca (bandiera) | D     | Kristoffer Sørensen  |
| 15 | Danimarca (bandiera) | D     | Kristian Skov        |
| 15 | Danimarca (bandiera) | A     | Youssef Toutouh      |
| 16 | Danimarca (bandiera) | P     | Jeppe Højbjerg       |

| N. |                      | Ruolo | Calciatore            |
| -- | -------------------- | ----- | --------------------- |
| 17 | Danimarca (bandiera) | C     | Casper Nielsen        |
| 19 | Danimarca (bandiera) | D     | Jakob Ankersen        |
| 20 | Danimarca (bandiera) | C     | Hans Henrik Andreasen |
| 20 | Danimarca (bandiera) | C     | Jesper Rasmussen      |
| 21 | Danimarca (bandiera) | D     | Jerry Lucena          |
| 22 | Danimarca (bandiera) | A     | Jesper Lange          |
| 23 | Danimarca (bandiera) | D     | Jonas Knudsen         |
| 24 | Danimarca (bandiera) | D     | Nicolai Høgh          |
| 25 | Danimarca (bandiera) | A     | Mikkel Vestergaard    |
| 26 | Danimarca (bandiera) | C     | Mikkel Vendelbo       |
| 27 | Danimarca (bandiera) | C     | Steven Somers         |
| 29 | Danimarca (bandiera) | D     | Martin Rauschenberg   |
| 30 | Danimarca (bandiera) | P     | Tommy Ladefoged       |
| 30 | Danimarca (bandiera) | P     | Mathias Rosenørn      |
| 31 | Danimarca (bandiera) | C     | Søren Rieks           |
| 32 | Danimarca (bandiera) | A     | Martin Braithwaite    |

## Calciomercato

### Sessione estiva(dal 01/07 al 31/08)
| Acquisti | Acquisti             | Acquisti     | Acquisti      |
| R.       | Nome                 | da           | Modalità      |
| -------- | -------------------- | ------------ | ------------- |
| D        | Peter Ankersen       | Rosenborg    | definitivo    |
| D        | Davidson Drobo-Ampem | St. Pauli    | fine prestito |
| D        | Jerry Lucena         |              | svincolato    |
| C        | Martin Bergvold      | Copenaghen   | definitivo    |
| C        | Magnus Lekven        | Odd Grenland | definitivo    |
| A        | Kenneth Fabricius    | SønderjyskE  | prestito      |
| A        | Youssef Toutouh      | Copenaghen   | prestito      |

| Cessioni | Cessioni        | Cessioni | Cessioni   |
| R.       | Nome            | a        | Modalità   |
| -------- | --------------- | -------- | ---------- |
| P        | Lars Winde      |          | ritiro     |
| D        | Thomas Gaardsøe |          | ritiro     |
| D        | Tam Nsaliwa     |          | svincolato |
| C        | Morten Karlsen  |          | svincolato |
| C        | Søren Rieks     | N.E.C.   | definitivo |
| C        | Mikkel Vendelbo | Hønefoss | definitivo |
| A        | Mikkel Agger    | Hjørring | prestito   |

### Sessione invernale(dal 01/01 al 31/01)
| Acquisti | Acquisti              | Acquisti        | Acquisti      |
| R.       | Nome                  | da              | Modalità      |
| -------- | --------------------- | --------------- | ------------- |
| C        | Hans Henrik Andreasen | Odense          | definitivo    |
| A        | Mikkel Agger          | Calcio Hjorring | fine prestito |
| A        | Emil Lyng             |                 | svincolato    |

| Cessioni | Cessioni            | Cessioni | Cessioni   |
| R.       | Nome                | a        | Modalità   |
| -------- | ------------------- | -------- | ---------- |
| D        | Martin Rauschenberg | Stjarnan | prestito   |
| D        | Kristoffer Sørensen | Varde    | definitivo |
| A        | Njogu Demba-Nyrén   | Brage    | definitivo |

## Risultati

### Superligaen
| Arbitro: | Johansen |

|                           |           |                              |
| J. Ankersen 48’ Lange 71’ | Marcatori | 25’, 76’ Pourié 65’ Risgaard |

| Aarhus 23 luglio 2012, ore 19:00 2ª giornata | Aarhus | 0 – 0 referto | Esbjerg | NRGI Park (7.323 spett.)\| Arbitro: \| Maae \| |
| Arbitro:                                     | Maae   |               |         |                                                |

| Arbitro: | Svendsen |

|              |           |                    |
| Smárason 31’ | Marcatori | 9’ Vibe 9’ Paulsen |

| Arbitro: | Rasmussen |

|                 |           |                            |
| J. Ankersen 65’ | Marcatori | 33’ Vingaard 61’ Cornelius |

| Arbitro: | Tykgaard |

|               |           |  |
| Kristensen 6’ | Marcatori |  |

| Esbjerg 19 agosto 2012, ore 14:00 6ª giornata | Esbjerg | 0 – 0 referto | Horsens | Blue Water Arena (4.763 spett.)\| Arbitro: \| Larsen \| |
| Arbitro:                                      | Larsen  |               |         |                                                         |

| Arbitro: | Rasmussen |

|           |           |                 |
| Đumić 83’ | Marcatori | 71’ Braithwaite |

| Arbitro: | Hansen |

|            |           |  |
| Igboun 74’ | Marcatori |  |

| Arbitro: | Kehlet |

|                                |           |  |
| Braithwaite 31’, 35’ Lange 62’ | Marcatori |  |

| Arbitro: | Kristoffersen |

|  |           |                      |
|  | Marcatori | 60’, 77’ Braithwaite |

| Arbitro: | Maae |

|                                     |           |  |
| John 32’ Lorentzen 51’ Stokholm 89’ | Marcatori |  |

| Arbitro: | Larsen |

|                      |           |                          |
| J. Ankersen 35’, 87’ | Marcatori | 55’ Santin 58’ Jørgensen |

| Horsens 21 ottobre 2012, ore 14:00 13ª giornata | Horsens       | 0 – 0 referto | Esbjerg | CASA Arena Horsens (3.721 spett.)\| Arbitro: \| Kristoffersen \| |
| Arbitro:                                        | Kristoffersen |               |         |                                                                  |

| Arbitro: | Poulsen |

|                 |           |                        |
| J. Ankersen 56’ | Marcatori | 47’ Vibe 90’ Héðinsson |

| Arbitro: | Maae |

|           |           |  |
| Lange 37’ | Marcatori |  |

| Herning 12 novembre 2012, ore 19:00 16ª giornata | Midtjylland   | 0 – 0 referto | Esbjerg | MCH Arena (5.101 spett.)\| Arbitro: \| Kristoffersen \| |
| Arbitro:                                         | Kristoffersen |               |         |                                                         |

| Arbitro: | Kehlet |

|                   |           |                        |
| Makienok 46’, 54’ | Marcatori | 38’ Toutouh 63’ Lekven |

| Arbitro: | Svendsen |

|              |           |  |
| Ernemann 49’ | Marcatori |  |

| Arbitro: | Tykgaard |

|                                 |           |  |
| Johansson 56’ Pedersen 67’, 78’ | Marcatori |  |

| Arbitro: | Poulsen |

|                   |           |                 |
| Schwartz 21’, 71’ | Marcatori | 13’ P. Ankersen |

| Arbitro: | Kristoffersen |

|                         |           |              |
| Andreasen 27’ Lange 76’ | Marcatori | 65’ Vatsadze |

| Aalborg 9 marzo 2013, ore 17:00 22ª giornata | Aalborg | 0 – 0 referto | Esbjerg | Nordjyske Arena (4.019 spett.)\| Arbitro: \| Maae \| |
| Arbitro:                                     | Maae    |               |         |                                                      |

| Arbitro: | Jensen |

|                                  |           |               |
| Vibe 13’ Hart 52’ Absalonsen 90’ | Marcatori | 31’ Andreasen |

| Arbitro: | Kehlet |

|                 |           |  |
| J. Ankersen 45’ | Marcatori |  |

| Arbitro: | Hansen |

|              |           |  |
| Andersen 69’ | Marcatori |  |

| Arbitro: | Christoffersen |

|  |           |               |
|  | Marcatori | 83’ Andreasen |

| Arbitro: | Maae |

|                                               |           |  |
| Toutouh 33’ Smárason 52’, 81’ Braithwaite 33’ | Marcatori |  |

| Arbitro: | Tykgaard |

|  |           |           |
|  | Marcatori | 23’ Olsen |

| Arbitro: | Johansen |

|  |           |              |
|  | Marcatori | 48’ Smárason |

| Arbitro: | Jensen |

|                |           |  |
| Braithwaite 3’ | Marcatori |  |

| Arbitro: | Rasmussen |

|  |           |                                 |
|  | Marcatori | 20’ P. Ankersen 57’ Braithwaite |

| Arbitro: | Kehlet |

|                                                                               |           |                        |
| J. Ankersen 25’ Braithwaite 43’ Smárason 54’, 90’ P. Ankersen 69’ Knudsen 71’ | Marcatori | 4’ Sørensen 52’ Vadócz |

| Arbitro: | Tykgaard |

|             |           |  |
| O'Brien 33’ | Marcatori |  |

### Coppa di Danimarca
| Viborg 29 agosto 2012, ore 19:00 Secondo turno | Viborg                 | 1 – 1 referto | Esbjerg | Energi Viborg Arena |
| \| \| \| \| \| \| Tiri di rigore 10 – 11 \| \| |                        |               |         |                     |
|                                                |                        |               |         |                     |
|                                                | Tiri di rigore 10 – 11 |               |         |                     |

| Esbjerg 3 ottobre 2012, ore 18:30 Terzo turno | Esbjerg IF 92 | 0 – 3 referto | Esbjerg | Skibhøj Anlæg |

| Arbitro: | Tykgaard |

|  |                      |  |
|  | Tiri di rigore 4 – 2 |  |

| Arbitro: | Johansen |

|              |           |                          |
| Perdedaj 68’ | Marcatori | 35’ Andersen 48’ Knudsen |

| Arbitro: | Rasmussen |

|                   |           |             |
| Larsen 74’ (rig.) | Marcatori | 33’ Toutouh |

| Arbitro: | Jensen |

|                                  |           |               |
| Braithwaite 79’, 103’ Lange 117’ | Marcatori | 22’ Rommedahl |

| Arbitro: | Hansen |

|  |           |             |
|  | Marcatori | 55’ Toutouh |

## Statistiche

### Statistiche di squadra
| Competizione       | Punti | In casa | In casa | In casa | In casa | In casa | In casa | In trasferta | In trasferta | In trasferta | In trasferta | In trasferta | In trasferta | Totale | Totale | Totale | Totale | Totale | Totale | DR |
| Competizione       | Punti | G       | V       | N       | P       | Gf      | Gs      | G            | V            | N            | P            | Gf           | Gs           | G      | V      | N      | P      | Gf     | Gs     | DR |
| ------------------ | ----- | ------- | ------- | ------- | ------- | ------- | ------- | ------------ | ------------ | ------------ | ------------ | ------------ | ------------ | ------ | ------ | ------ | ------ | ------ | ------ | -- |
| Superligaen        | 37    | 16      | 9       | 2       | 5       | 27      | 15      | 17           | 4            | 6            | 7            | 11           | 17           | 33     | 13     | 8      | 12     | 38     | 32     | +6 |
| Coppa di Danimarca | -     | 2       | 1       | 1       | 0       | 3       | 1       | 5            | 3            | 2            | 0            | 8            | 3            | 7      | 4      | 3      | 0      | 11     | 4      | +7 |
| Totale             | -     | 17      | 5       | 3       | 9       | 31      | 31      | 20           | 8            | 5            | 7            | 34           | 35           | 37     | 13     | 8      | 16     | 65     | 66     | -1 |

### Statistiche dei giocatori
| Giocatore       | Superligaen | Superligaen | Superligaen | Superligaen | Coppa di Danimarca | Coppa di Danimarca | Coppa di Danimarca | Coppa di Danimarca | Totale   | Totale | Totale      | Totale     |
| Giocatore       | Presenze    | Reti        | Ammonizioni | Espulsioni  | Presenze           | Reti               | Ammonizioni        | Espulsioni         | Presenze | Reti   | Ammonizioni | Espulsioni |
| --------------- | ----------- | ----------- | ----------- | ----------- | ------------------ | ------------------ | ------------------ | ------------------ | -------- | ------ | ----------- | ---------- |
| M. Agger        | 4           | 0           | 0           | 0           | ?                  | ?                  | ?                  | ?                  | 4+       | 0+     | 0+          | 0+         |
| S. Andersen     | 28          | 1           | 2           | 0           | ?                  | ?                  | ?                  | ?                  | 28+      | 1+     | 2+          | 0+         |
| H. Andreasen    | 11          | 3           | 5           | 0           | ?                  | ?                  | ?                  | ?                  | 11+      | 3+     | 5+          | 0+         |
| J. Ankersen     | 32          | 7           | 4           | 0           | ?                  | ?                  | ?                  | ?                  | 32+      | 7+     | 4+          | 0+         |
| P. Ankersen     | 26          | 3           | 4           | 0           | ?                  | ?                  | ?                  | ?                  | 26+      | 3+     | 4+          | 0+         |
| M. Bergvold     | 9           | 0           | 0           | 0           | ?                  | ?                  | ?                  | ?                  | 9+       | 0+     | 0+          | 0+         |
| M. Braithwaite  | 33          | 9           | 1           | 0           | ?                  | ?                  | ?                  | ?                  | 33+      | 9+     | 1+          | 0+         |
| N. Demba-Nyrén  | 12          | 0           | 1           | 0           | ?                  | ?                  | ?                  | ?                  | 12+      | 0+     | 1+          | 0+         |
| D. Drobo-Ampem  | 14          | 0           | 2           | 0           | ?                  | ?                  | ?                  | ?                  | 14+      | 0+     | 2+          | 0+         |
| S. Ernemann     | 23          | 1           | 3           | 0           | ?                  | ?                  | ?                  | ?                  | 23+      | 1+     | 3+          | 0+         |
| K. Fabricius    | 15          | 0           | 0           | 0           | ?                  | ?                  | ?                  | ?                  | 15+      | 0+     | 0+          | 0+         |
| K. Hansen       | 29          | 0           | 4           | 1           | ?                  | ?                  | ?                  | ?                  | 29+      | 0+     | 4+          | 1+         |
| N. Høgh         | 24          | 0           | 4           | 0           | ?                  | ?                  | ?                  | ?                  | 24+      | 0+     | 4+          | 0+         |
| J. Højbjerg     | 0           | 0           | 0           | 0           | ?                  | ?                  | ?                  | ?                  | 0+       | 0+     | 0+          | 0+         |
| L. Hrádecký     | 33          | 0           | 2           | 0           | ?                  | ?                  | ?                  | ?                  | 33+      | 0+     | 2+          | 0+         |
| J. Knudsen      | 32          | 1           | 3           | 0           | ?                  | ?                  | ?                  | ?                  | 32+      | 1+     | 3+          | 0+         |
| T. Ladefoged    | 0           | 0           | 0           | 0           | ?                  | ?                  | ?                  | ?                  | 0+       | 0+     | 0+          | 0+         |
| J. Lange        | 30          | 4           | 3           | 1           | ?                  | ?                  | ?                  | ?                  | 30+      | 4+     | 3+          | 1+         |
| M. Lekven       | 23          | 1           | 1           | 0           | ?                  | ?                  | ?                  | ?                  | 23+      | 1+     | 1+          | 0+         |
| J. Lucena       | 17          | 0           | 0           | 0           | ?                  | ?                  | ?                  | ?                  | 17+      | 0+     | 0+          | 0+         |
| E. Lyng         | 1           | 0           | 0           | 0           | ?                  | ?                  | ?                  | ?                  | 1+       | 0+     | 0+          | 0+         |
| C. Nielsen      | 1           | 0           | 0           | 0           | ?                  | ?                  | ?                  | ?                  | 1+       | 0+     | 0+          | 0+         |
| J. Rasmussen    | 0           | 0           | 0           | 0           | ?                  | ?                  | ?                  | ?                  | 0+       | 0+     | 0+          | 0+         |
| S. Rieks        | 2           | 0           | 0           | 0           | ?                  | ?                  | ?                  | ?                  | 2+       | 0+     | 0+          | 0+         |
| J. Rasmussen    | 0           | 0           | 0           | 0           | ?                  | ?                  | ?                  | ?                  | 0+       | 0+     | 0+          | 0+         |
| M. Rauschenberg | 0           | 0           | 0           | 0           | ?                  | ?                  | ?                  | ?                  | 0+       | 0+     | 0+          | 0+         |
| S. Rieks        | 2           | 0           | 0           | 0           | ?                  | ?                  | ?                  | ?                  | 2+       | 0+     | 0+          | 0+         |
| M. Rosenørn     | 0           | 0           | 0           | 0           | ?                  | ?                  | ?                  | ?                  | 0+       | 0+     | 0+          | 0+         |
| K. Skov         | 0           | 0           | 0           | 0           | ?                  | ?                  | ?                  | ?                  | 0+       | 0+     | 0+          | 0+         |
| A. Smárason     | 18          | 6           | 0           | 0           | ?                  | ?                  | ?                  | ?                  | 18+      | 6+     | 0+          | 0+         |
| S. Somers       | 1           | 0           | 0           | 0           | ?                  | ?                  | ?                  | ?                  | 1+       | 0+     | 0+          | 0+         |
| K. Sørensen     | 0           | 0           | 0           | 0           | ?                  | ?                  | ?                  | ?                  | 0+       | 0+     | 0+          | 0+         |
| Y. Toutouh      | 23          | 2           | 2           | 1           | ?                  | ?                  | ?                  | ?                  | 23+      | 2+     | 2+          | 1+         |
| M. Vendelbo     | 7           | 0           | 1           | 0           | ?                  | ?                  | ?                  | ?                  | 7+       | 0+     | 1+          | 0+         |
| M. Vestergaard  | 1           | 0           | 0           | 0           | ?                  | ?                  | ?                  | ?                  | 1+       | 0+     | 0+          | 0+         |